# Équipe d'Estonie espoirs de football
Maillots
L'équipe d'Estonie espoirs de football est une sélection de joueurs de moins de 21 ans estoniens placée sous l'égide de la Fédération d'Estonie de football.

## Histoire
L'Estonie ne s'est jamais qualifiée pour un Euro espoirs, elle a néanmoins remporté la coupe baltique en 2014.

## Effectif

### Sélection actuelle
Les joueurs suivants ont été appelés pour disputer les éliminatoires du Championnat d'Europe de football espoirs 2023 contre l'Azerbaïdjan et la Croatie les 3 et 8 juin 2022.
Gardiens
- Carl Kaiser Kiidjärv
- Kaur Kivila
- Aleksandr Kraizmer

Défenseurs
- Markus Allast
- Kristo Hussar
- Sander Alex Liit
- Kaspar Laur
- Kristjan Pelt
- Rasmus Saar
- Artur Šarnin

Milieux
- Mihkel Järviste
- Kevor Palumets
- Daniil Petrunin
- Oliver Rass
- Rocco Robert Shein
- Henri Välja

Attaquants
- Kristoffer Grauberg
- Danil Kuraksin
- Otto-Robert Lipp
- Robi Saarma
- Aleksandr Šapovalov
- Michael Schjønning-Larsen
- Joonas Soomre